# عمر سترونج
عمر سترونج (16 مايو 1990 ببالتيمور في الولايات المتحدة - ) (بالإنجليزية: Omar Strong)‏ هو لاعب كرة سلة أمريكي في مركز هجوم خلفي. لعب مع Pee Dee Vipers ‏.

## وصلات خارجية
- عمر سترونج على موقع كلية كرة السلة في سبورتس رفرنس.كوم (الإنجليزية)
- عمر سترونج على موقع ريلجم (الإنجليزية)
- عمر سترونج على موقع بروبوليرز (الإنجليزية)